# The Broadmoor
Pour l’article homonyme, voir Hôpital Broadmoor.
The Broadmoor est un hôtel américain situé à Colorado Springs, dans le Colorado. Ouvert le 29 juin 1918, cet établissement est membre des Historic Hotels of America depuis 1989 et des Historic Hotels Worldwide depuis 2013.